# 馬雷金海峽
72°58′N 69°59′E / 72.96°N 69.98°E
馬雷金海峽（Пролив Малыгина）是俄羅斯的海峽，由亞馬爾-涅涅茨自治區負責管轄，長63公里、寬9至27公里，最大水深19米，全年大部分時間被冰封，海峽沿岸被凍土層覆蓋。